# Ultima ratio regum

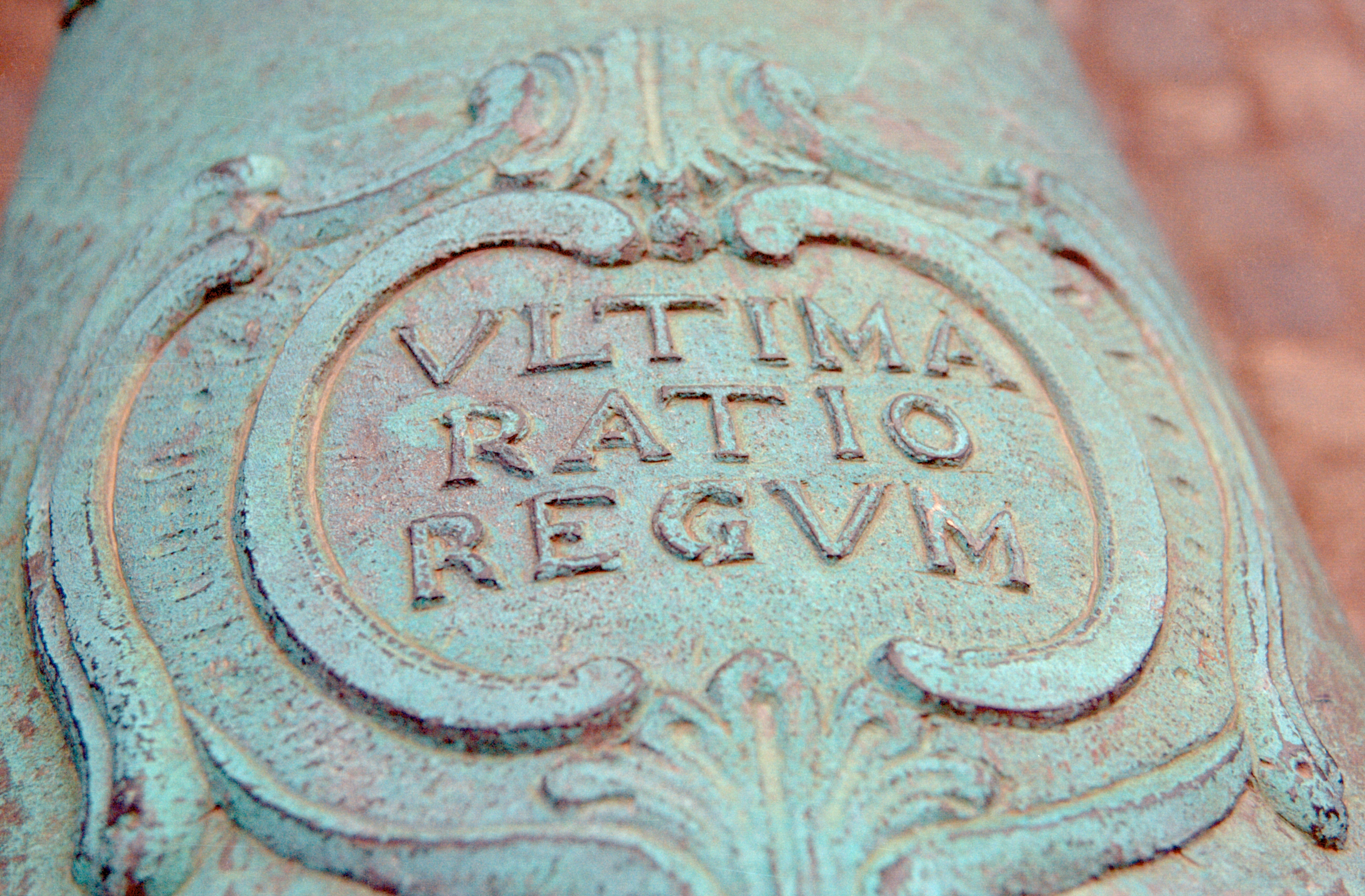
Gravure sur un canon de Louis XIV, « le dernier argument des rois ».

La locution latine ultima ratio regum, traduite littéralement, signifie « [la force est] le dernier argument des rois » (du latin ultima : dernière ; ratio : raison, argument et regum : des rois)
Cette locution signifie que, lorsque tous les recours pacifiques et diplomatiques ont été épuisés et qu'il ne reste plus aucune solution raisonnable, on peut se résigner à utiliser la force pour imposer ses vues.
La formule « ultima ratio regum » était l'expression favorite du cardinal de Richelieu. Le roi Louis XIV reprit cette formule à son compte et la fit apposer sur ses canons.